# آرامگاه قدمگاه صالح‌آباد
آرامگاه قدمگاه صالح آباد مربوط به دوران‌های تاریخی پس از اسلام است و در کاشان، خیابان شهید بهشتی، کوچه مسجد شامخی واقع شده و این اثر در تاریخ ۳۰ تیر ۱۳۸۴ با شمارهٔ ثبت ۱۲۱۰۷ به‌عنوان یکی از آثار ملی ایران به ثبت رسیده است.